# 新城戰鬥
新城戰鬥發生於1932年7月1、2日，地點則是在中國贛西南一帶。該戰鬥是國共內戰前期主要戰鬥之一，交戰一方為中華民國國民革命軍，另一方則為中國共產黨所領導之中國工農紅軍。